# Palma, Minas Gerais
Palma là một đô thị thuộc bang Minas Gerais, Brasil. Đô thị này có diện tích 317,983 km², dân số năm 2007 là 6118 người, mật độ 19,5 người/km².